# Taihó Kóki
Taihó Kóki (大鵬幸喜, született Kōki Naya, Ukránul: Іва́н Бори́шко Ivan Boryshko; 1940. május 29. – 2013. január 19.) a japán szumó birkózás 48. jokozunája volt. Általában őt tekintik a világháború utáni időszak legjobb szumó birkózójának. 1961-ben, 21 évesen ő lett a jokozuna cím addigi legfiatalabb birtoklója. Karrierje során, 1960 és 1971 között 32 tornagyőzelmet aratott, mely rekordot csak 2015-ben döntötte meg Hakuhó Só. Dominanciájának köszönhetően két alkalommal is előfordult, hogy zsinórban hat tornát nyert meg. Ő az egyetlen birkózó, aki felsőosztálybeli karrierje során minden évben megnyert legalább egy tornát, és ő rendelkezik a legmagasabb győzelmi aránnyal a modern szumó történetében. Visszavonulása után a Taihó-istálló edzője lett.

## Korai évei
Taihó Kóki Szahalin szigetén látta meg a napvilágot. Apja az 1917-es októberi orosz forradalom idején elmenekült ukrán származású Markiyan Boryshko, anyja pedig a japán származású Kiyo Naya volt. Ennek ellenére származási helyének a Hokkaidó szigeten található Tesikaga várost tekintik. Ide költözött ugyanis Szahalin 1945-ös szovjet megszállása után. Egy 1965-ös szovjet szumó turné alatt megpróbálta kideríteni apja tartózkodási helyét, kevés sikerrel. Taihó volt az első a három nagy, Hokkaidó szigetéről származó jokozuna közül, akik az 1960-as, 70-es és 80-as években uralták a szumó világát (a másik kettő Kitanoumi és Chiyonofuji volt).
Pályafutását 1956-ban kezdte meg, ekkor lépett be a Nisonoszeki-istállóba. Kezdetben saját vezetéknevét használta; a Taihó sikonát (szumóban használt név) a dzsurjó osztályba lépésekor, 1959 májusában kapta meg. Jelentése: “Óriásmadár”.
Egy évvel később már a legmagasabb, Makuucsi osztályban menetelt tovább, 1960 novemberében pedig megnyerte első tornáját, melynek következtében megkapta az ózeki rangot.

## Jokozuna
1961 szeptemberében, alig két évvel a Makuucsi osztálybeli debütálás után 21 évesen Taihó lett az addigi legfiatalabb szumó birkózó, aki megkapta a jokozuna címet. Egy időben léptették elő Kasivadóval, aki később első számú riválisává lépett elő. Kettejük versengésére mint a Hakuhó-korszakra hivatkoznak (“Haku” Kasivadó nevében szereplő “Kashi” írásjegy alternatív olvasata, “hó” pedig Taihó nevéből ered). Ez az időszak az 1961-69-es években tartott, és kezdetben igen szoros volt a verseny a két birkózó között, de Kasivadó számos sérülést szenvedett, aminek következtében mindössze 5 tornát nyert meg, míg Taihó harminckettőt. Bár rivalizációjuk meghatározott egy korszakot, a szumóringen kívül jó barátok voltak. Ezt a barátságot Kasivadó 1996-os haláláig ápolták.
Taihó az 1960-as évek közepére szinte legyőzhetetlenné vált. Bár a nők és a gyerekek körében hatalmas népszerűségnek örvendett, a szumó népszerűsége ekkoriban mélyrepülésnek indult. Hogy ezt megakadályozzák, 1965-ben a Japán Szumószövetség jóváhagyta az egy icsimonhoz (szumó istállókat tömörítő csoport) tartozó istállók birkózói közötti összecsapásokat, ettől remélve a szumó iránti érdeklődés növekedését. Taihó azonban továbbra is a sportág legjobbja maradt, a Hakuhó-generáció fiatalabb birkózói sorra buktak el vele szemben. 1966-ban, népszerűségének csúcsán házasodott meg. Házasságának napja a májusi nagy torna utolsó napjára esett (amit megnyert), továbbá ezen a napon ünnepelte 26. születésnapját is. Esküvői fogadását a tokiói Imperial Hotelben tartotta, 1000 vendég és 200 újságíró jelenlétében. Ő volt az első szumó birkózó, aki menyegzője után sajtótájékoztatót adott, mai napig fennálló hagyományt teremtve ezzel.
1968-ban megkísérelte Futabajama régóta fennálló győzelmi sorozatát (69 győzelem zsinórban) felülmúlni, azonban 1969 márciusában, 45 győzelem után, egy Toda nevű alacsonyabb rangú birkózó megtörte a sorozatot. A lassított felvételekről utólag kiderült, hogy a meccset valójában Taihó nyerte.
1969-ben nagy riválisa, Kasivadó végleg visszavonult, ezzel vége lett a Hakuhó-korszaknak. Taihó még bezsebelt két tornagyőzelmet, majd 1971 májusában visszavonult, miután vereséget szenvedett Takanohana ellen.
Taihó közel tíz évig birtokolta a jokozuna rangot. 80%-os győzelmi mutatójával a világháború utáni legsikeresebb birkózónak számít. Sikereire való tekintettel ő volt az első ember, akinek a Szumószövetség felkínálta a csatlakozás lehetőségét anélkül, hogy részesedést kellett volna vásárolnia.

## Visszavonulása után
1971-ben Taihó kivált korábbi istállójából, hogy sajátot alapítson. 1977-ben, 36 éves korában szélütés érte. Ennek következtében kialakuló egészségügyi problémái szerepet játszhattak abban, hogy nem őt választották a Szumószövetség elnökének. Hosszan tartó rehabilitáció után tudta csak elérni, hogy testének bal felét ismét mozgatni tudja. Edzőként nem tudott olyan sikereket elérni, mint aktív birkózóként. 2000-ben megrendezték hatvanadik születésnapja alkalmából az ezt a kort megért szumó birkózók tiszteletére tartott különleges bevonulási ceremóniát, a kanreki dohyo-irit, amit azonban korlátozott mozgásképessége miatt nem tudott teljes egészében végrehajtani. 2003-ban átadta a Taihó-istálló vezetését vejének, aki szintén visszavonult szumó birkózó.
2005-ben betöltötte a 65 éves kort, melynek következtében vissza kellett vonulnia a Szumószövetségből. Még ez év májusában a Rjógoku Kokugikanban található Szumó Múzeum kurátorává vált. 2013. január 19-én hunyt el szívleállás következtében. Halálát a Japán Szumószövetség jelentette be.

## Fordítás
Ez a szócikk részben vagy egészben a Taihō Kōki című angol Wikipédia-szócikk ezen változatának fordításán alapul.  Az eredeti cikk szerkesztőit annak laptörténete sorolja fel. Ez a jelzés csupán a megfogalmazás eredetét és a szerzői jogokat jelzi, nem szolgál a cikkben szereplő információk forrásmegjelöléseként.